# Fontana delle Anfore

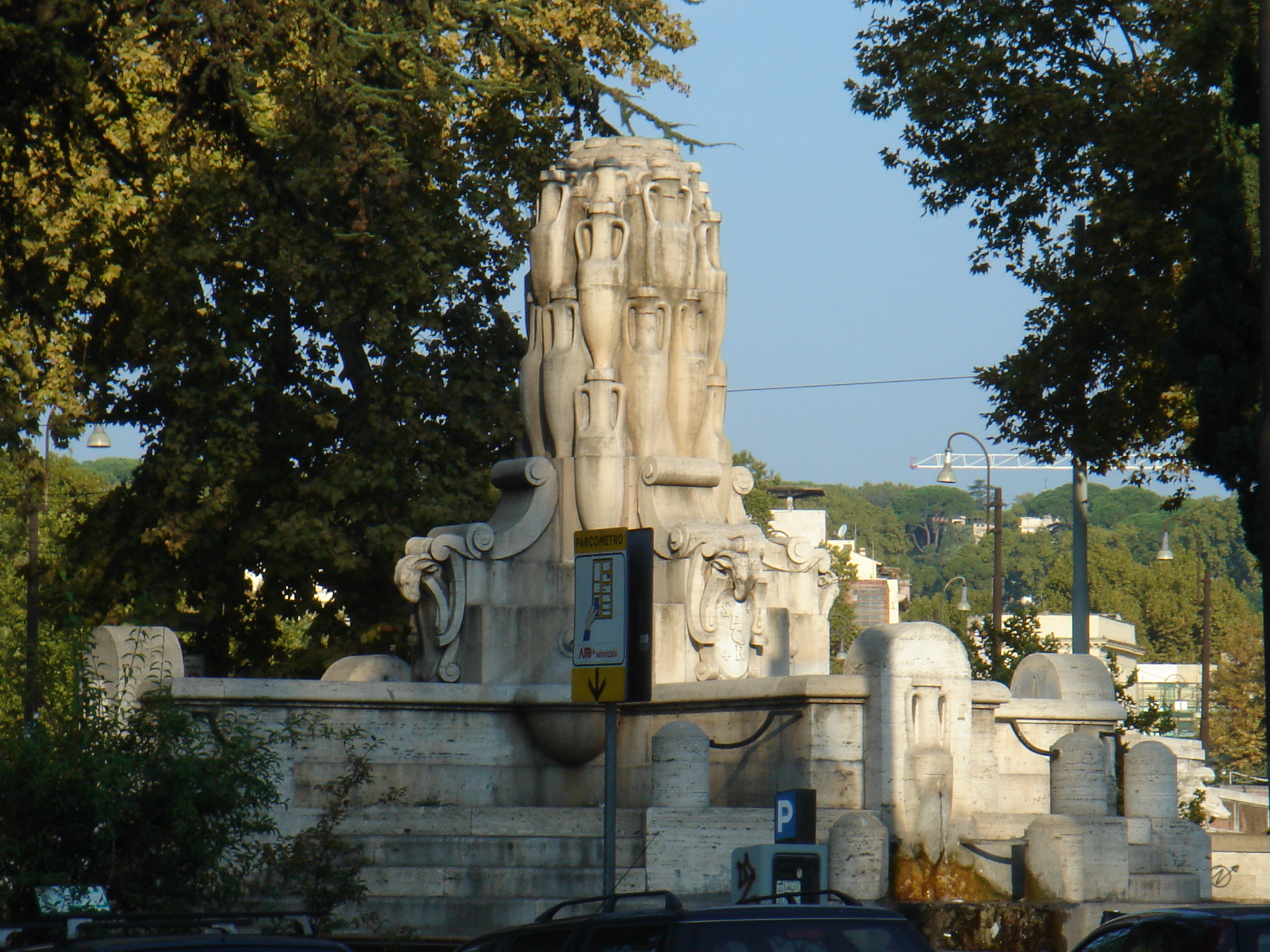
Vista da fonte

Fontana delle Anfore ou Fonte das Ânforas, localizada no rione Testaccio, é uma fonte de Roma, Itália, completada em 1927 por Pietro Lombardi depois que ele venceu uma competição da Comuna de Roma em 1924 que tinha por objetivo incentivar projetos de novas fontes. O motivo das ânforas é uma referência ao monte Testaccio e ao símbolo do rione.
Ela ficava originalmente na piazza Testaccio, na época chamada de piazza Mastro Giorgio, mas foi movida para a piazza dell'Emporio na metade da década de 1930. Depois que o antigo mercado de Testaccio foi fechado, em 2012, a piazza Testaccio foi convertida num amplo espaço público e reabriu, em janeiro de 2015, com a fonte restaurada no centro.